# Christoph Meißelbach
Christoph Meißelbach ist ein deutscher Politikwissenschaftler und Rock-Sänger. Seine wissenschaftlichen Schwerpunkte sind politische Theorie und evolutionäre Anthropologie, Theorie und Empirie der Digitalen Demokratie sowie Methodologie und Wissenschaftstheorie.

## Leben

### Wissenschaftlicher Werdegang
Meißelbach studierte Politikwissenschaft und Soziologie an der Technischen Universität Dresden. Dieses Studium schloss er im Jahr 2008 als Magister Artium ab. In der Folge wurde er 2009 wissenschaftlicher Mitarbeiter an der Professur für Politische Systeme und Systemvergleich von Werner J. Patzelt an der TU Dresden. Zwischen 2009 und 2013 war er zudem Mitarbeiter im Teilprojekt I („Transzendenz und Gemeinsinn als Ressourcen politischer Ordnungskonstruktiontung“) des Sonderforschungsbereichs 804 „Transzendenz und Gemeinsinn“ ebendort. Er forscht zu den Themen politikwissenschaftliche Theorie und evolutionäre Anthropologie, wo er die Integration von sozialwissenschaftlichen Theoriebeständen mit Erkenntnissen der sogenannten Life Sciences (u. a. Evolutionäre Psychologie, Soziobiologie), u. a. auf den folgenden Gebieten Kooperation und Konflikt, Gemeinschaft und gesellschaftlicher Zusammenhalt, Soziales Kapital, Legitimität untersucht, Theorie und Empirie der Digitalen Demokratie mit Betrachtung der Potentiale und Gefahren der neuen Medien für etablierte Demokratien aus Sicht empirischer und normativer Demokratietheorien sowie Methodologie und Wissenschaftstheorie, wo er Forschungsdesigns und Methoden in der Politikwissenschaft, epistemologische Grundlagen der Sozialwissenschaften, evolutionäre Erkenntnistheorie analysiert.
2015 promovierte Christoph Meißelbach bei Werner J. Patzelt mit einer Arbeit zum Thema „Die Evolution der Kohäsion. Anthropologische Grundlagen der Sozialkapitaltheorie“ zum Dr. phil. Für diese Arbeit, welche mit summa cum laude bewertet wurde, erhielt er im Jahr 2017 den Wiener Rupert-Riedl-Preis sowie den Georg-Helm-Preis.
Im August 2020 verließ Meißelbach die TU Dresden nach mehr als zehn Jahren Tätigkeit als wissenschaftlicher Mitarbeiter und wechselte an das Sächsische Institut für Polizei- und Sicherheitsforschung der Hochschule der Sächsischen Polizei (FH), wo er wissenschaftlicher Koordinator wurde. In den Wintersemestern 2021/22 war er als Lehrbeauftragter für die Einführung in die Methoden der empirischen Sozialforschung an der Professur für Politische Systeme und Systemvergleich am Institut für Politikwissenschaft der Dresdner Universität tätig. Seit Oktober 2022 vertritt er die Professur für Gesellschaftspolitische Bildung an der Hochschule der Sächsischen Polizei.

### Werdegang als Musiker
Meißelbach ist Mitglied der Alternative-Rockband 7ieben und seit 2012 Sänger der Dresdner Rockband Pi !.

## Schriften
- Web 2.0 – Demokratie 3.0?: demokratische Potentiale des Internets, Baden-Baden: Nomos Verlag 2009, ISBN 978-3-8329-5115-3.
- zusammen mit Matthias Theodor Vogt, Erik Fritzsche: Ankommen in der deutschen Lebenswelt: Migranten-Enkulturation und regionale Resilienz in der Einen Welt, Berlin: Berliner Wissenschafts-Verlag 2016, ISBN 978-3-8305-3716-8.
- Die Evolution der Kohäsion. Anthropologische Grundlagen der Sozialkapitaltheorie. Studien zur Interdisziplinären Anthropologie (Dissertation), Wiesbaden: Springer VS 2019, ISBN 978-3-658-25055-3.

## Auszeichnungen
- 2017: Wiener Rupert-Riedl-Preis für seine Dissertation zum Thema „Die Evolution der Kohäsion. Anthropologische Grundlagen der Sozialkapitaltheorie“[2]
- 2017: Georg-Helm-Preis für seine Dissertation zum Thema „Die Evolution der Kohäsion. Anthropologische Grundlagen der Sozialkapitaltheorie“[3]